# Archidice castelnaudi
Archidice castelnaudi là một loài bọ cánh cứng trong họ Cerambycidae.